# قاضی‌پور-۳
قاضی‌پور-۳ (به لاتین: Gazipur-3) یک منطقهٔ مسکونی در بنگلادش است که در ناحیه قاضی‌پور واقع شده‌است.